# Inspection générale des archives de France
L'Inspection générale des archives de France est un ancien service d'inspection français compétent en matière d'archives et plus spécialement d'archives publiques. Il relevait de la Direction des archives de France au ministère de la Culture et de la Communication. 

## Histoire
L'inspection générale des archives a été créée par le décret du 22 juillet 1853 au sein du ministère de l'Intérieur, pour contrôler les archives communales, départementales et hospitalières. 
Le 21 mars 1884, le contrôle des archives communales, départementales et hospitalières est transféré au ministère de l'Instruction publique, qui avait déjà sous sa responsabilité les Archives nationales et les bibliothèques. 
Il est alors décidé de créer un service de quatre inspecteurs généraux des bibliothèques et des archives. 
La compétence de ce service s'étend aux Archives nationales à la suite du décret du 14 mai 1887.
Le nombre des inspecteurs est ramené à trois en 1888, puis à deux en 1921. 
Au lendemain de la Seconde Guerre mondiale, l'inspection des bibliothèques et celle des archives sont à nouveau dissociées. 
Il est alors constitué un corps d'inspecteurs généraux des archives comportant deux classes. 
Ce corps évolue avec un seul grade à la suite des réformes du statut des personnels des archives par le décret no 56-1053 du 13 octobre 1956 puis par le décret no 69-478 du 28 mai 1969. 
En 1990, la constitution des corps des conservateurs du patrimoine et des conservateurs généraux du patrimoine supprime le corps spécifique d'inspecteur général des archives. 
Dès lors, il n'existe plus de corps d'inspection des archives mais le service demeure, des conservateurs généraux et des conservateurs en chef pouvant se voir confier une mission d'intérêt général. 
En 2010, l'Inspection générale des archives de France disparaît au profit de l'inspection des patrimoines, au sein de laquelle subsiste un collège des archives.

## Organisation
L'Inspection générale des archives de France était régie par l'arrêté du 28 décembre 1992 et dépendait directement de la Direction des archives de France, comme l'indique l'arrêté du 25 mars 2002 relatif à l'organisation de la direction des archives de France. 
À sa suppression, elle comprenait un chef de l'inspection et trois inspecteurs généraux.

## Rôle
Les inspecteurs généraux participent au contrôle scientifique et technique tel que prévu par le code du patrimoine. Ils sont notamment chargés de veiller à ce que les bâtiments construits ou réaménagés pour conserver des archives soient conformes aux normes en vigueur. 
Ils participent à l'évaluation des archivistes, en particulier des fonctionnaires de catégorie A mis à disposition des départements pour diriger les Archives départementales ou y apporter leur concours.